# Спасоје Антонијевић
Спасоје Антонијевић (Крагујевац, 4. септембар 1927 — Бања Лука, 28. јун 1981) био је југословенски и српски филмски, телевизијски и позоришни глумац.
Био је члан позоришта у Крагујевцу, Приштини, Лесковцу, Чачку, Зајечару, Зеници, а од 1964. у Бањој Луци, гдje је остварио више од 60 улога. Неке од представа у којима је глумио су: Сан љетне ноћи, Укроћена злоћа, Хасанагиница, Прљаве руке, Госпођа министарка, Мизантроп, Сумњиво лице, Поп Ћира u поп Спира и Аникина времена. Глумио је у филмовима Срећа у торби, Доктор Младен и Сјеверно од сунца. Глумио је и у ТВ серији Тале (Војислав Ђеровић).